# Esteban Bellán

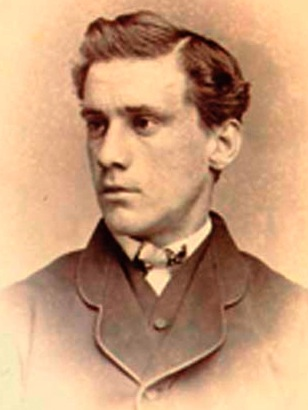
Esteban Bellan como estudiante en St. John's College.

Esteban Bellán (* 1 de octubre de 1849 en Cuba, † 8 de agosto de 1932 en La Habana, Cuba) fue el primer jugador de origen latinoamericano en jugar en béisbol profesional en  Estados Unidos.
De 1871 a 1873, Bellan se mantiene en las Ligas Mayores jugando para los equipos Troy Haymakers y New York Mutuals de la National Association, primer circuito profesional de la historia.
En 1868 había participado en la fundación del Habana Base Ball Club, el primer club de béisbol creado en América Latina. Sin embargo, no existe documentación de juegos del Habana B.B.C. sino hasta el 27 de diciembre de 1874, juego en que Bellán cubre la receptoría y conecta 3 cuadrangulares.
Cuando comienzan los campeonatos de béisbol regulares en Cuba, Bellán funge como capitán y pelotero del Habana B.B.C e incluso dirige algunos partidos como umpire.

## Infancia y adolescencia
Poco se sabe de la infancia de Esteban Bellán. Algunos documentos que firmó en Estados Unidos nos dicen que nació el 1 de octubre de 1849 en Cuba, presumiblemente en La Habana.
Bellán nació en el seno de una familia adinerada en Cuba, lo que le permitió ir a estudiar a Estados Unidos en septiembre de 1863 cuando, a punto de cumplir 14 años, es inscrito con su hermano Domingo en el St. John’s College ubicado en la zona del Bronx en Nueva York.
Por esa época muchas familias acomodadas de Cuba solían mandar a sus hijos a estudiar a colegios americanos, pues la isla aun era colonia española y comenzaban a darse los primeros brotes de rebelión contra España para buscar la independencia. Para evitar poner a sus hijos en riesgo los enviaban a estudiar a diversos colegios de los Estados Unidos.
El pequeño Esteban parece mostrar una rápida adaptación a su nueva vida en los Estados Unidos, pues permanece estudiando en St. John’s hasta 1868. Su hermano Domingo solo completó el primer año y para 1864 ya no aparece inscrito en el colegio.

## Inicios en el béisbol
Nueva York vivía una fiebre por el béisbol que rápidamente impresiona al joven Bellán que aprende a jugar y logra integrarse al equipo representativo del colegio, el Rose Hill Base Ball Club.
Una de las primeras evidencias de Bellán practicando el juego está fechada el 19 de junio de 1868, cuando el New York Times reporta el juego en que se enfrenta el Rose Hill B.B.C. con el Active. Bellán cubre la receptoría y batea como primero en el orden.
Este equipo colegial, aunque estaba constituido por estudiantes jóvenes, se enfrentaba con frecuencia a los equipos más experimentados de Nueva York, y fue en uno de estos juegos que el Unions de Morrisania, campeón del béisbol en Estados Unidos, recluta a Bellán.
Esteban Bellán no vuelve a aparecer inscrito en St. John's para el siguiente curso, pero sí permanece en el Unions de Morrisania, con lo que entra al béisbol de más alta competencia en Estados Unidos.

## Su incursión en el béisbol profesional de Estados Unidos

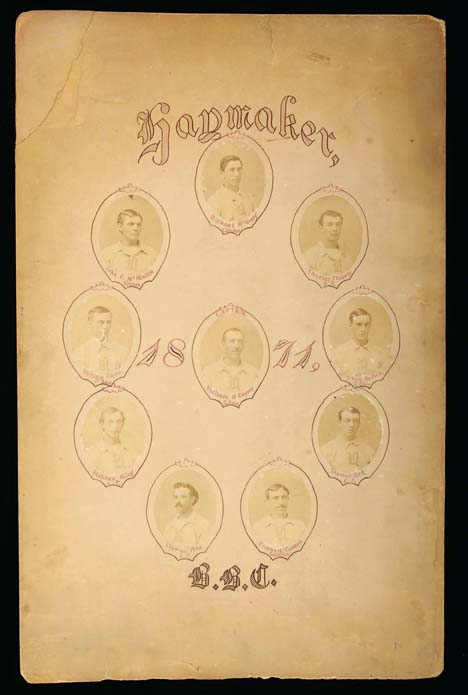
Los Troy Haymakers con Esteban Bellan.

En 1868 Bellán deja St. John's College y se enrola con el Unions de Morrisania con quienes sólo juega una temporada, y para 1869 se integra al Unions de Lansinburgh.
Con este equipo permanece hasta que en 1871 se abre una liga profesional, la National Association of Professional Base Ball Players (NABBP) o simplemente conocida como National Association. El Unions de Lansinburgh, se cambia el nombre y se convierte en los Troy Haymakers y brinca del béisbol aficionado al profesional. Con ellos, lo hace Esteban Bellán. En ese momento se convierte en el primer pelotero de origen latinoamericano en ser profesional.
Su paso por el profesionalismo es discreto. Se caracterizó por ser un buen defensivo, pero un bateador por debajo del promedio. Con los Troy Haymakers se mantuvo hasta 1872 cuando el equipo se disuelve. En 1873, Bellán juega su última temporada en la National Association con el New York Mutuals.
Sus números son discretos. En 3 temporadas jugó 60 juegos, bateando para 0,252 y anotando 52 carreras.

## Su vida en Estados Unidos
Bellán estaba plenamente adaptado a su vida en Estados Unidos, pues en 1874 decide adoptar la ciudadanía estadounidense jurando la constitución el 2 de enero de ese mismo año y 3 días después solicita su primer pasaporte bajo su nueva nacionalidad. Firma bajo el nombre de Stephen B. Bellan.

## Estancia en equipos profesionales en la National Association
En 1871 "Steve" (como era conocido) participa con el equipo Troy Haymaker donde figuró como tercera base hasta 1872. En su primer año con los Troy Haymaker el cuadro inicial era el siguiente: Mike McGeary (receptor), Bill Craver (segunda base), Steve Bellán (tercera base), Dickie Flavers (campo corto) y los guadabosques Steve King, Tom York y Lip Pike.
En esa temporada su rotó por diferentes equipos los cuales fueron: Atléticos de Filadelfia (21-7), Chicago White Stockings (19-9), Washington Olypics (15-5), New York Mutuals (16-17), Troy Haymaker (13-15), Fort Wayne Kekiongas (7-12), Cleveland Forrest City (10-19) y Rocford Forrest City (4-21).
Luego de jugar con los Haymakers, Bellán formó parte del eqiupo New York Mutuals en 1873. Las posiciones finales de esa temporada fueron: Boston Red Stocking (43-16), Filadelfia White (36-17), Baltimore Canaries (34-22), Atléticos de Filadelfia (28-23), New York Mutual (29-24), Brooklyn Atlanties (12-37), Washington Blue Legs (8-31), Elizabeth Resolutes (9-21) y Baltimore Maryland (0-6). Bellán fue dirigido por Jimmy Wood, John Hatfield, Joe Start, Lip Pike y Bill Craver. Luego de jugar con el New York Mutual regresó a Cuba . 
Sus estadísticas personales en la National Association fueron.
| JJ | VB  | H  | CE | 2B | 3B | HR | CI | BB | K | AVE |
| -- | --- | -- | -- | -- | -- | -- | -- | -- | - | --- |
| 60 | 275 | 69 | 52 | 9  | 3  | 0  | 43 | 11 | 2 | 251 |

## En Cuba
Desde 1878-1886 Bellán participó en el béisbol cubano El 27 de diciembre de 1874, Bellán jugó en el primer encuentro oficial celebrado en el terreno del Palmar de Junco de Matanzas, donde él jugó con el equipo Habana, desempeñándose como receptor y cuarto bate. En esa ocasión el Club Habana cayó vencido antes el Matanzas (51-9) en nueve entradas jugadas. Bellán se convirtió en el primer jugador del patio capaz de conectar tres cuadrangulares, además de resultar el segundo mejor anotador del partido con 7 corridas en total.
Cuatro años más tarde estuvo presente en el primer juego de la Liga Profesional, el 29 de diciembre de 1878 frente al Almendares, como director-jugador de los Leones del Habana, conjunto con el que ganó los títulos en las temporadas 1878-79, 1879-80, y 1882-83.
Esteban Bellán falleció en su ciudad natal el 8 de agosto de 1932 y lo reciente que conocemos sobre él fue la exaltación al Salón de la Fama de la Universidad de Fordham (1990).

## Pionero del béisbol en Cuba
Mientras Esteban Bellán vivió en Estados Unidos, solía embarcarse a Cuba para pasar los períodos vacacionales de verano e invierno en su país.
En 1868, al terminar sus cursos en St. John's se enroló en el equipo Unions de Morrisania con quienes terminó sus compromisos en noviembre y fue entonces que viajó a Cuba.
Fue en este invierno de 1868 durante su viaje invernal a La Habana que participa en la fundación del Habana Base Ball Club, el primer equipo de béisbol del que se tenga conocimiento, no solo en Cuba, sino en toda América Latina.
Este club estaba conformado en su mayoría por otros jóvenes que, como Bellán, eran adinerados, habían aprendido el juego en Estados Unidos y se reunían a jugar en los períodos vacacionales de invierno en la zona del Vedado en La Habana.
No hay evidencias impresas contemporáneas del club Habana practicando el béisbol sino hasta 1874, pero los datos de la fundación los aportó Nemesio Guilló, otros de los fundadores del club en una entrevista publicada en 1924. Esta información es confirmada en el libro "El Base Ball en Cuba" publicado en 1889 por Wenceslao Gálvez.
En octubre de 1868, el capitán general de la isla todavía en poder de España, Francisco de Lersundi, suprimía la práctica del béisbol por considerarlo "un juego antiespañol y de tendencia insurreccional, contrario al idioma y que propicia el desamor a España."
Esto provocó que el béisbol se practicara de manera casi clandestina, por ello no es posible encontrar evidencias de Bellán jugando al béisbol en Cuba sino hasta el 27 de diciembre de 1874 en que el Habana B.B.C viaja a la bahía de Matanzas para jugar contra el equipo local. Bellán cubre la receptoría y batea 3 cuadrangulares, en un juego en que su club derrotó al Matanzas B.B.C. 51 a 9.
El reporte de ese juego es publicado 4 días después en el periódico El Artista en La Habana, lo que constituye la primera crónica de béisbol en la historia del béisbol cubano y, por lo mismo, el primer juego de béisbol del que se tenga evidencia en Cuba.
El béisbol dentro de la isla va tomando cada vez mayor auge gracias en parte a la firma en 1878 del Pacto de Zanjón que da fin a la Guerra de los Diez Años, primer intento de rebelión del pueblo cubano ante la Corona Española. Mediante dicho pacto los criollos habían podido lograr que la autoridad española ofreciera garantías para la libertad de prensa y de reunión. Es justamente ese mismo año que se organiza el primer Championship de Base Ball de Cuba.
A esta naciente liga de béisbol se inscribe el Habana B.B.C. con Esteban Bellán como capitán y el Habana se corona en el primer campeonato.
Pocos detalles y números sobreviven de estas primeras temporadas de béisbol en Cuba, pero un dato de 1882 es significativo para medir el talento de Bellán en comparación con los otros peloteros, pues consigue el título de bateo con un promedio de 0,444 con 8 hits en 18 turnos al bate. Esa temporada termina sin campeón al haber una acalorada disputa reglamentaria entre el Habana y el Fe, únicos equipos que compitieron ese invierno.
En 1883 Bellán aparece en el torneo cubano como jugador del Habana pero también como umpire al dirigir el juego inaugural entre el Almendares y el Caridad. Ésta fue la última temporada de Esteban Bellán en el campeonato cubano y luego desaparece del mapa.

## Su vida después del béisbol
La pista de Esteban Bellán se pierde a partir de entonces. Sus biografías fijan su fallecimiento el 8 de agosto de 1932 en La Habana. Es curioso este dato, pues en una entrevista que ofrece Nemesio Guilló en 1924 al Diario de la Marina habla de que para ese año solo había 4 sobrevivientes de los fundadores del Habana que eran Lorenzo Bridat, Octavio Hernández, Manuel Landes y el propio Guilló. Aunque Bellán era de los miembros fundadores y aún estaba con vida, según las biografías, Guilló no lo cita entre los sobrevivientes.
Probablemente Bellán perdió contacto completamente con Guilló o no falleció en La Habana como lo citan las biografías. Poco se sabe.